# BoBoiBoy
BoBoiBoy — малайзийский мультсериал производства Animonsta Studios.
Главный герой вместе с друзьями (Ин, Яя и Гопал) борется с инопланетянами, выслеживающими какао-бобы.
Серии BoBoiBoy опубликованы в формате HDTV. Планируется дальнейшая трансляция. На ТВ3 показ начался 13 марта 2011 года, а на Disney Channel Азия — 18 июня 2011.

## Производство
BoBoiBoy является первым продуктом Animonsta Studios, анимацией компании, основанной Мохдом. Низам Абд Разак с тремя другими партнерами (Мохд Сафван Абдул-Керим, Мухаммада Анас Абдул Азиз и Kee Yong Pin). Все четверо были первоначально используемых Les Copaque Производство, компания впервые основал Низам и Сафван и славятся мультсериал фильм Upin & Ipin и Geng: Pengembaraan Bermula, режиссёр Низам. Animonsta работать в MAC3, Multimedia Development Corporation (MDEC) разработчик контента инкубации объекта, расположенного в Cyberjaya и с тех пор перенесли свою студию в MSP Technopreneur центра в середине 2012 года.

## Содержание
Первоначальная концепция BoBoiBoy — история вокруг кофемана пришельца по имени Абу Ду, который прилетел на Землю. Незначительное изменение было сделано позднее, где вместо кофе, чужак сейчас находится в поисках какао. Изменение, согласно фан-сайту BoBoiBoy на Facebook, было связано с тем, что кофе — горький на вкус напиток, и не был близок детям.
Эта серия[какая?] была выпущена одновременно на двух языках, а именно малайском и английском для местных и вещания на международном рынке, соответственно. Обе версии полностью используют тех же актёров озвучки. В версии на Малайском язык, оригинальный голос актёра для Upin & Ipin, Nur Fathiah Diaz, пригласили озвучивать главного героя, BoBoiBoyю.
Первый сезон состоит из 13 серий и одной специальной расширенной финальной серии. Он начал выходить в эфир в воскресенье, 13 марта 2011 г., в 19:00 на телеканале TV3 . Его показывали на канале Disney Channel Asia с 11 июня 2011 года и на НТВ7. с 24 мая 2014 года. Эпизод начинается с того, что главный герой БоБойБой едет в дом своего деда Ток Аба на Пулау Ринтис на школьные каникулы. В то же время Аду Ду, пришелец с планеты Ата Та Тига, направляется на Землю в поисках энергоресурсов. Он узнает, что есть какао, мощный источник энергии, который исчез с его планеты около 30 000 лет назад. Аду Ду хотел завоевать себе все какао, чтобы стать героем своей планеты. Чтобы убедиться, что его план удался, он обратился за помощью к Сфере Силы (Очобот). Однако происходит серия неудач, и вместо этого БоБойБой получает Очобота. Затем Очобот дает некоторые сверхспособности БоБойБою и его новым друзьям, Ин, Яя и Гопал. Каждая серия длится 22 минуты и состоит из частей 1 и 2, каждая длится 11 минут. Из-за мультфильма
Второй сезон состоит из 13 серий, он вышел в эфир в воскресенье, 27 мая 2012 года, в 19:00 на телеканале TV3 . В этом сезоне БоБойБой начинает новую главу своей жизни, переезжая на Пулау Ринтис, чтобы воссоединиться с Ток Аба Бин Абах Кау, Гопалом, Ин и Яя. История этого сезона в основном сосредоточена на жизни БоБойБоя и его друзей в начальной школе Пулау Ринтис. БоБойБой также встречает нового соперника, Фэнга, в своей новой школе. Клык или Таинственный мальчик впервые были представлены в первом сезоне в расширенном финальном эпизоде. В финале второго сезона друзья БоБойБоя вместе с Фангом сражаются со сверхмощным пришельцем по имени Эджо Джо, который забирает все силовые часы, кроме Фанга и Бобойбоя, и, чтобы победить его, Фанг использует всю свою силу.
Третий сезон состоит из 23 серий, первоначально выходивших в эфир с января 2014 года по июнь 2016 года. В этом сезоне БоБойБой побеждает Эджо Джо, а Аду Ду становится другом БоБойБоя, но он снова обращает зло из-за своей матери. Бобойбой также получает свои новые силы Элементалей Огня и Воды. Это первый сезон, новые серии которого будут загружены на YouTube перед его первым показом по телевидению. Это также первый сезон, в котором была изменена музыкальная тема, заменив «BoBoiBoy Superhero Kita» (перевод BoBoiBoy, Наш супергерой!) на «Jagalah Bumi» Kotak.

## Фильм
Фильм серии под названием BoBoiBoy: Sfera Kuasa (Энергетической сфере) как ожидается, будет на кинотеатрах в 2014 году.